# Blönsdorf
Blönsdorf este o arie protejată (sit de importanță comunitară — SCI) din Germania întinsă pe o suprafață de 576,1 ha, integral pe uscat.

## Localizare
Centrul sitului Blönsdorf este situat la coordonatele 51°56′37″N 12°52′47″E / 51.9436°N 12.8797°E.

## Înființare
Situl Blönsdorf a fost declarat sit de importanță comunitară în septembrie 2000 pentru a proteja 6 specii de animale.

## Biodiversitate
Situată în ecoregiunea continentală, aria protejată conține 1 habitat natural: Lacuri eutrofice naturale cu vegetație de tip Magnopotamion sau Hydrocharition.
La baza desemnării sitului se află mai multe specii protejate:
- păsări (4): barză albă (Ciconia ciconia ciconia), prepeliță (Coturnix coturnix), rândunică (Hirundo rustica), turturică (Streptopelia turtur)
- amfibieni (2): buhai de baltă cu burta roșie (Bombina bombina), triton cu creastă (Triturus cristatus)

Pe lângă speciile protejate, pe teritoriul sitului au mai fost identificate 1 specie de amfibieni.